# Jack W. Szostak
Jack William Szostak, ameriški molekularni biolog, nobelovec, * 9. november 1952, London, Združeno kraljestvo.
Szostak je potomec poljskih emigrantov v Združene države Amerike. Rodil se je v Londonu in odraščal v Kanadi. Diplomiral je iz celične biologije na Univerzi McGill in doktoriral iz biokemije na Univerzi Cornell. Po doktoratu je postal vodja laboratorija na inštitutu za raziskovanje raka na Harvardski šoli medicine, kasneje pa je dobil delo na oddelku za molekularno biologijo Splošne bolnišnice v Massachusettsu. Leta 1988 je postal redni profesor na Univerzi Harvard.
Njegove raziskave so usmerjene predvsem v zgradbo kromosomov gliv kvasovk in njihove spremembe pri celični delitvi. Ustvaril je prvi umeten kromosom kvasovke, njegova odkritja pa so bila pomembna tudi za razvoj tehnik za ugotavljanje lokacij genov na kromosomih in njihovo manipulacijo. On, Elizabeth Blackburn in Carol W. Greider so leta 2009 prejeli Nobelovo nagrado za fiziologijo ali medicino za odkritja zgradbe in delovanja telomer, ki ščitijo kromosome pred degradacijo.